# Antífrasi
L'antífrasi és una figura retòrica consistent a usar les paraules o frases en un sentit contrari a la seva pròpia significació correcta, ja sigui per por, per tacte o per ironia.
Es troben exemples d'antífrasi ja des de la Grècia clàssica. El mot amb el qual es designaven les Fúries o Erínies, Eumènides, en realitat significa 'benèvoles', quan eren tot el contrari. Actualment, per a blasmar algú que actua malament, és corrent dir «Això, vés-ho fent així i arribaràs lluny». Cal no confondre l'antífrasi amb l'eufemisme, la intenció del qual és molt diferent.